# Garaguso
Garaguso ist eine Gemeinde in der Provinz Matera in der italienischen Region Basilikata.
In Garaguso leben 940 Einwohner (Stand am 31. Dezember 2023). Der Ort liegt 62 km westlich von Matera. Die Nachbargemeinden sind Calciano, Grassano, Oliveto Lucano, Salandra und San Mauro Forte.
Bereits zu prähistorischer Zeit lebten hier Menschen. Eine Blütezeit hatte der Ort in der Antike, zur Zeit der Magna Graecia. Die Siedlung wurde später von einem Erdbeben zerstört und unter dem Grafen Sanseverino di Tricarico wieder aufgebaut. Der Name Garaguso stammt von Sumpfgras und Erdwall ab und bedeutet so viel wie „Anhöhe im Sumpfgebiet“.
Im Archäologischen Gebiet von Garaguso wurde ein kleiner griechischer Tempel gefunden. Dieser Tempel ist im Museum von Potenza ausgestellt.